# Cephaloncheres lizleri
Cephaloncheres lizleri är en skalbaggsart som beskrevs av Marc Lacroix 2001. Cephaloncheres lizleri ingår i släktet Cephaloncheres och familjen Melolonthidae. Inga underarter finns listade.